# Ehud Vaks
Ehud (Udi) Vaks (* 27. Juni 1979) ist ein israelischer Judoka.
Seinen ersten internationalen Erfolg feierte Vaks 2000 mit dem Gewinn des A-Turniers in Minsk und einem zweiten Platz beim A-Turnier im österreichischen Leonding. 2001 erreichte er einen dritten Platz beim A-Turnier in Sofia. Dieselbe Platzierung gelang ihm 2003 beim A-Turnier in Tiflis. 2004 konnte Vaks in Tiflis den zweiten Turniersieg seiner Karriere erringen.
Bei den Olympischen Spielen in Athen stand Vaks im Mittelpunkt eines politischen Skandals. Im Halbleichtgewicht, der Gewichtsklasse bis 66 Kilogramm, sah die Auslosung vor, dass Vaks in der ersten Runde gegen den zweifachen iranischen Judoweltmeister Ārash Miresmāeli anzutreten hat.
Daraufhin erklärte Miresmaeili, er werde nicht gegen Vaks antreten, um auf diese Weise seine Sympathie für das palästinensische Volk auszudrücken.
Diese Äußerung stieß im Vorfeld der Spiele auf heftige Kritik. Dennoch durfte Miresmaeili während der Eröffnungsfeier beim Einmarsch der Athleten die iranische Olympiamannschaft als Fahnenträger anführen. Am 14. August 2004 zog Miresmaeili seine Boykottandrohung zurück. Jedoch wurde er nicht zu den Wettkämpfen zugelassen, da er tags darauf beim offiziellen Wiegen das Gewichtslimit von 66 Kilogramm überschritt.
Es wurde weithin angenommen, dass Miresmaeili eine Disqualifikation bewusst provoziert habe. Gegenüber der Presse sagte Miresmaeili: „Obwohl ich monatelang trainiert habe und in guter Form war, habe ich mich geweigert, gegen meinen israelischen Gegner anzutreten, um mein Mitgefühl für das Leiden des palästinensischen Volkes auszudrücken. Und ich bin überhaupt nicht bestürzt.“
Kommentare iranischer Politiker unterstützten diese Haltung. Die staatliche iranische Nachrichtenagentur zitierte den iranischen Präsidenten Mohammad Chatemi, Miresmaeilis Verhalten würde „Eingang finden in die Geschichte iranischer Ruhmestaten“ und das iranische Volk werde ihn „für den Gewinner der Olympischen Spiele 2004“ halten.
Durch Miresmaeilis Disqualifikation kam Vaks kampflos in die zweite Runde. Dort unterlag er dem Algerier Amar Meridja.